# اوبجكت تكنولوجي انترناشونال
شركة التقنية الشيئية العالمية (الترجمة الحرفية) (بالإنجليزية: Object Technology International)‏ تم إنشاءها في أوتوا، أونتاريو في كندا عام 1988 واستحوذت عليها آي‌ بي‌ إم عام 1996. كانت هي الشركة القائمة على مشروع سمولتوك وجافا المبنية على فيجوال ايج. والتي توجت أخيراً ببرنامج إكليبس مفتوح المصدر.
استمرت الشركة بالعمل بعدد كبير من الموظفين الذين كانوا يعملون بها منذ ان استحوذت عليها شركة آي بي إم إلى أن فُصِلت الشركة عن آي بي أم وأصبحت كيان مستقل مجدداً واستوعبت آي بي إم المتبقي من الموظفين بها.

## وصلات خارجية
- Dave Thomas - Travels with Smalltalk: an account of the story of Smalltalk from one of the founders of OTI
- Planet OTI Aggregator for former OTI employee blogs.